# Ernest Bircher
Ernest Augustus Paul Bircher (11 de diciembre de 1928-6 de octubre de 2019) fue un deportista británico que compitió en remo. Participó en los Juegos Olímpicos de Londres 1948, obteniendo una medalla de plata en la prueba de ocho con timonel.

## Palmarés internacional
| Juegos Olímpicos | Juegos Olímpicos      | Juegos Olímpicos | Juegos Olímpicos |
| Año              | Lugar                 | Medalla          | Prueba           |
| ---------------- | --------------------- | ---------------- | ---------------- |
| 1948             | Londres (Reino Unido) | Medalla de plata | Ocho con timonel |